# Torkom I Koushagian
Torkom o Torghom Koushagian (in lingua armena Թորգոմ Ա Գուշակեան; Bardizag, 27 settembre 1874 – Gerusalemme, 10 febbraio 1939) è stato il 92º patriarca armeno di Gerusalemme dal 1930 al 1939.

## Biografia
Nacque il 27 settembre 1874 a Bardizag con il nome di Mgrdich Koushagian. La sua formazione si svolse presso il famoso Collegio Armeno fondato da Retheos Berberian a Costantinopoli. Nel 1890 si laureò presso il Nerses Shushanyan. Studiò nel seminario di Armash. Dal 1897 insegnò, come docente di armeno e francese, presso il seminario di Armash del quale fu successivamente nominato fiduciario.
Dopo gli studi al seminario di Armash fu ordinato sacerdote il 25 settembre 1896. Nel 1907 fu eletto responsabile spirituale di Sebastia. Il 19 settembre 1910 a Echmiadzin fu ordinato Vescovo dal Catholicos d'Armenia e di tutti gli armeni, Mateos II. Nel 1908 e nel 1911 partecipò all'elezione dei Catholicos di tutti gli Armeni. Il 28 agosto 1913 si recò a Costantinopoli, dove per 5 mesi resse la chiesa Makrigyukhi. Il 28 giugno 1914 fu eletto al vertice della Diocesi Armena dell'Egitto. Nel 1916 il Catholicos d'Armenia e di tutti gli armeni Gevorg V Surenyantz lo nominò suo rappresentante per India, Birmania,  Etiopia e Sudan. Per ben 18 mesi percorse queste nazioni, organizzando donazioni per la nazione armena e raccolte di fondi per l'unione armena mondiale.
In seguito come delegato per l'Europa visitò alcune comunità della diaspora armena tra cui quella di "Nor Arax", a Bari, in Italia, il 24 dicembre 1929. La comunità era retta dal poeta Hrand Nazariantz che probabilmente il vescovo conosceva avendo entrambi frequentato l'ambiente del Collegio Berberian di Costantinopoli.
Il 16 giugno 1930 fu eletto patriarca del Patriarcato armeno di Gerusalemme, prendendo effettivamente possesso della sede solo l'anno successivo. A Gerusalemme diresse la rivista «Սիոն» (Sion). Alla sua morte il patriarcato non solo non risultava avere debiti, ma addirittura era finanziariamente in attivo. Fu autore di una serie di opere filologiche la cui maggiore fu la traduzione in francese del Libro delle Lamentazioni di San Gregorio di Narek. Il suo predecessore era stato il linguista, poeta e giornalista Yeghishe I Turian, fratello del noto scrittore e drammaturgo Bedros Turian.
Morì il 10 febbraio 1939 a Gerusalemme.